# Canzone d'amore (Ricchi e Poveri)
Canzone d'amore è un singolo del gruppo musicale italiano Ricchi e Poveri, pubblicato nel 1987 dalla Fonit Cetra.

## Descrizione
Questo brano partecipò alla 37ª edizione del Festival di Sanremo e si classificò settimo. Ottenne buoni riscontri commerciali e venne inserito nell'album in studio Pubblicità del 1987.
La canzone fu scritta da Toto Cutugno, che quell'anno compose anche altri pezzi in gara al Festival della canzone italiana.
Il 45 giri uscì anche in Germania.
Nel 1994 il gruppo lo rieseguì con nuovi arrangiamenti e lo inserì nell'album-raccolta I più grandi successi.

## Tracce
- 45 giri – Italia, Germania (1987)

1. Canzone d'amore – 4:03 (T. Cutugno, G. Rampazzo, D. Farina)
2. Canzone d'amore (strumentale) – 4:03

## Crediti
- Ricchi e Poveri (Angela Brambati, Angelo Sotgiu e Franco Gatti): voci
- Pinuccio Pirazzoli: arrangiamenti e direzione musicale
- "Bach", "Moon" e "Baby Studios" di Milano: studi di registrazione
- Dario Farina, Toto Cutugno: produzione
- Chapulin/Number Two: edizioni musicali

## Classifica

### Posizione massima
| Paese  | Posizione |
| ------ | --------- |
| Italia | 17        |

## Dettagli pubblicazione
| Paese  | Data | Etichetta   | Formato | Nº Catalogo |
| ------ | ---- | ----------- | ------- | ----------- |
| Italia | 1987 | Fonit Cetra | 45 giri | SP 1851     |

Pubblicazione & Copyright: 1987 - Fonit Cetra.

Distribuzione: Dischi Ricordi.